# 데이브 라이커트
데이브 라이커트(Dave Reichert, 1950년 8월 29일 ~ )는 미국의 정치인이다.

## 학력
- 콘코디아 대학교 전문학사

## 경력
- 1997.03 ~ 2005.01 제30대 킹 카운티 보안관
- 2005.01 ~ 2019.01 제109·110·111·112·113·114·115대 미국 워싱턴주 제8구 연방하원의원

## 역대 선거 결과
| 선거명      | 직책명                      | 대수  | 정당   | 득표율  | 득표수      | 결과 | 당락                   |
| ----------- | --------------------------- | ----- | ------ | ------- | ----------- | ---- | ---------------------- |
| 1997년 선거 | 킹 카운티 보안관            | 30대  | 무소속 | 78.16%  | 313,632표   | 1위  | 킹 카운티 보안관 당선  |
| 2001년 선거 | 킹 카운티 보안관            | 30대  | 무소속 | 100.00% | 310,498표   | 1위  | 킹 카운티 보안관 당선  |
| 2004년 선거 | 하원의원 (워싱턴 제8선거구) | 109대 | 공화당 | 51.50%  | 1173,298표  | 1위  | 워싱턴주 하원의원 당선 |
| 2006년 선거 | 하원의원 (워싱턴 제8선거구) | 110대 | 공화당 | 51.46%  | 129,362표   | 1위  | 워싱턴주 하원의원 당선 |
| 2008년 선거 | 하원의원 (워싱턴 제8선거구) | 111대 | 공화당 | 52.78%  | 191,568표   | 1위  | 워싱턴주 하원의원 당선 |
| 2010년 선거 | 하원의원 (워싱턴 제8선거구) | 112대 | 공화당 | 52.05%  | 161,296표   | 1위  | 워싱턴주 하원의원 당선 |
| 2012년 선거 | 하원의원 (워싱턴 제8선거구) | 113대 | 공화당 | 59.65%  | 180,204표   | 1위  | 워싱턴주 하원의원 당선 |
| 2014년 선거 | 하원의원 (워싱턴 제8선거구) | 114대 | 공화당 | 63.27%  | 125,741표   | 1위  | 워싱턴주 하원의원 당선 |
| 2016년 선거 | 하원의원 (워싱턴 제8선거구) | 115대 | 공화당 | 60.20%  | 193,145표   | 1위  | 워싱턴주 하원의원 당선 |
| 2024년 선거 | 워싱턴 주지사               | 24대  | 공화당 | 44.28%  | 1,709,818표 | 2위  | 낙선                   |

## 참고 자료
- 위키미디어 공용에 데이브 라이커트 관련 미디어 분류가 있습니다.